# Gotthard Bylund
Johan Gotthard Bylund, född 7 november 1884, död 8 november 1965, var en svensk försäkringsman.
Bylund var VD för Stockholms Läns brandstodsbolag 1918-1927 och från 1927 för Allmänna Brandförsäkringsverket för byggnader å landet. Bylund var en ledande kraft inom förbättrandet av brandskyddet på landsbygden och var 1917 en av stiftarna av Landsbygdens ömsesidiga brandförsäkringsbolags förening och dess sekreterare och ombudsman 1917-1928, därefter ordförande i styrelsen. Bylund var även en av initiativtagarna till det nordiska samarbetet inom brandförsäkringsväsendet.